# Misery (Fribourg)
Pour les articles homonymes, voir Misery.
Misery (Mijeri  en patois fribourgeois) est une localité et une ancienne commune suisse du canton de Fribourg, située dans le district du Lac.

## Histoire
Occupée depuis la période romaine, la zone sur laquelle se trouve le village de Misery fait tout d'abord partie de la seigneurie de Montagny, avant de passer sous la domination fribourgeoise et de rejoindre les Anciennes Terres. En 1798, le village est érigé en commune et rejoint le district d'Avenches jusqu'en 1803, puis celui de Fribourg jusqu'en 1848.
Le 1er janvier 1997, la commune a fusionné avec ses voisines de Cormérod, Courtion et Cournillens pour former la nouvelle commune de Misery-Courtion.

## Patrimoine bâti
Le village compte une maison forte (possession de Petermann de Faucigny en 1460) et un manoir (restauré au XVIIIe siècle dont les peintures murales datent de 1470), tous deux inscrits comme biens culturels d'importance régionale.